# USS Halsey (DDG-97)
USS Halsey (DDG-97) — 47-й эскадренный миноносец из серии запланированных к 13 сентября 2002 г. 62 эсминцев УРО типа «Арли Бёрк», строительство которых было одобрено Конгрессом США.